# Nuevo arte de cocina
Nuevo arte de cocina, sacado de la escuela de la experiencia económica es un libro de cocina publicado en 1745 en Gerona por Juan de Altamiras, seudónimo del fraile franciscano Fray Raimundo Gómez. El libro incluye más de doscientas recetas de carne, pescado y verduras. A diferencia de otros recetarios de la época, que recogen la cocina típica aristocrática, el Nuevo arte de cocina de Altamiras describe recetas populares, dirigido a lectores con bajo presupuesto. Escrito con cierto tono coloquial y humorístico, el libro explica que una cocina económica, sencilla, también puede ser buena si se mezclan los sabores y aromas de forma adecuada. También hace énfasis en el aprovechamiento de las sobras, y muchas técnicas descritas en el libro están orientadas a reducir por completo los desperdicios. Se cree que el carácter modesto de sus recetas deriva de la austeridad propia de la orden franciscana.

## Contenido
- Capítulo I: de la comida de carne
- Capítulo II: prosigue la comida de carne
- Capítulo III: se prosigue la matera del pasado
- Capítulo IV: de la volatería
- Capítulo I: comida de pescado
- Capítulo II: prosigue la comida de pescado Capítulo III: prosigue la comida de pescado
- Capítulo IV: de todo género de yerbas
- Addicion  [sic] para componer aguas y otras advertencias